# نیگارتهایم-ایتلنهایم
نیگارتهایم-ایتلنهایم (به فرانسوی: Neugartheim-Ittlenheim) یک کمون در فرانسه با جمعیت ۳۹۵ نفر است که در Canton of Truchtersheim واقع شده‌است.